# كلايتون فريند
كلايتون فريند (بالإنجليزية: Clayton Friend)‏ هو لاعب دوري الرغبي نيوزيلندي، ولد في 1964.